# Bátaapáti
Bátaapáti (németül: Abstdorf) község Tolna vármegyében, a Bonyhádi járásban.

## Fekvése
A Geresdi-dombságban, több kisebb patak összefolyásánál fekszik. Hozzá tartozik a különálló, tréfás nevű Rozsdásserpenyő településrész is, mely központjától közel 2,5 kilométerre északra található.
A szomszédos települések: észak felől Mőcsény, kelet felől Mórágy, délkelet felől Bátaszék, dél felől Véménd, nyugat felől Ófalu, északnyugat felől pedig az egykor önálló, ma Mőcsényhez tartozó Zsibrik. A legközelebbi város a 10 kilométerre lévő Bátaszék.

### Megközelítése
Zsáktelepülés, központja csak Mőcsény vagy Mórágy érintésével, a Bátaszék és Bonyhád közt húzódó 5603-as útról letérve, az 56 103-as számú mellékúton érhető el. Rozsdásserpenyő településrész közvetlenül az 5603-as út és az alsóbbrendű mellékút szétágazása mellett helyezkedik el.
Északi határszéle közelében húzódik a Dombóvár–Bátaszék-vasútvonal, melynek legközelebbi megállási pontja Mórágy megállóhely a község központjától mintegy 4 kilométerre északkeletre.

## Története
Első fennmaradt írásos említése 1267-ból való, amikor a bátai bencés apátság birtoka volt, s nevét Apathy alakban írták. A 16. század végére elnéptelenedett. A 18. század közepén német telepesek érkeztek. A 18. század második felétől az Apponyi család birtoka volt. A második világháború után német nemzetiségű lakosainak jelentős részét kitelepítették.
A település 2005. július 10-én helyi népszavazáson jelentős többséggel igent mondott a hulladéktemetőre, ahova a Paksi atomerőműből kikerülő kis és közepes radioaktivitású felszerelések, eszközök, védőruhák kerülhetnek. 2008 októberében átadták az ideiglenes tárolásra alkalmas Nemzeti Radioaktív Hulladéktárolót. 2009 májusáig 910 darab kis és közepes aktivitású hulladékot tartalmazó hordót hoztak a paksi atomerőműből és helyeztek el ideiglenesen Bátaapátiban, amíg a felszín alatti részek kialakítása zajlott. A 2012-ben átadott végleges tárolásra alkalmas Nemzeti Radioaktívhulladék-tárolóba egy év alatt 160 konténernyi kis és közepes aktivitású radioaktív atomhulladékot helyeztek el.

## Közélete

### Polgármesterei
- 1990–1994: Krachun Szilárd (független)[7]
- 1994–1998: Krachun Szilárd (független)[8]
- 1998–2002: Krachun Szilárd (független)[9]
- 2002–2006: Krachun Szilárd (független)[10]
- 2006–2010: Krachun Szilárd (független)[11]
- 2010–2014: Darabos Józsefné (független)[12]
- 2014–2019: Darabos Józsefné (független)[13]
- 2019–2024: Krachun Szilárd (független)[14]
- 2024–2025: Koroknai Róbert (független)[15]
- 2025– : Koroknai Ernő Róbert (független)[1]

A településen 2025. június 29-én időközi polgármester-választást (és képviselő-testületi választást) kellett tartani, az önkormányzati testület néhány hónappal korábban – április 3-án – kimondott önfeloszlatása miatt.

## Híres emberek
- Itt született Rohmann Henrik (1910-1978) hárfaművész és hárfatanár.[17]

## Kulturális élete
- Együttműködve a szomszédos falvakkal évente emlékhangversenyt rendeznek Rohmann Henrik tiszteletére. A hangversenyt a Budapesti Hegedű-Hárfa Duó, Földesi Lajos hegedűművész és Kocsis Andrea hárfaművész adja, de más művészek és növendékek is szerepelnek rajta.[18]

## Népesség
A település népességének változása:
| Lakosok száma | 411  | 418  | 423  | 369  | 352  | 355  | 351  |
|               | 2013 | 2014 | 2015 | 2021 | 2022 | 2023 | 2024 |

A 2011-es népszámlálás során a lakosok 98,2%-a magyarnak, 2,8% németnek, 0,3% ukránnak mondta magát (1,8% nem nyilatkozott; a kettős identitások miatt a végösszeg nagyobb lehet 100%-nál). A vallási megoszlás a következő volt: római katolikus 56,8%, református 5,4%, evangélikus 5,7%, felekezeten kívüli 19,9% (12,1% nem nyilatkozott).
2022-ben a lakosság 90,9%-a vallotta magát magyarnak, 1,1% németnek, 0,3% szerbnek, 0,3% egyéb, nem hazai nemzetiségűnek (9,1% nem nyilatkozott; a kettős identitások miatt a végösszeg nagyobb lehet 100%-nál). Vallásuk szerint 41,5% volt római katolikus, 4,3% református, 2,3% evangélikus, 4% egyéb katolikus, 14,2% felekezeten kívüli (33,8% nem válaszolt).

## Nevezetességei
- Apponyi-kúria: klasszicista stílusú, 19. század közepe.
- Apponyi-gazdaság: magtár, 18. század.
- Evangélikus templom: 18. század vége.
- Nepomuki Szent János-kápolna: barokk, 18. század második fele.
- Egykori üveghuta: a településtől 2,5 km-re délre.
- Nemzeti Radioaktívhulladék-tároló[21]

## Képgaléria

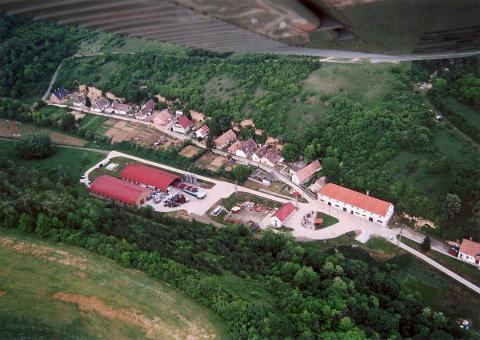
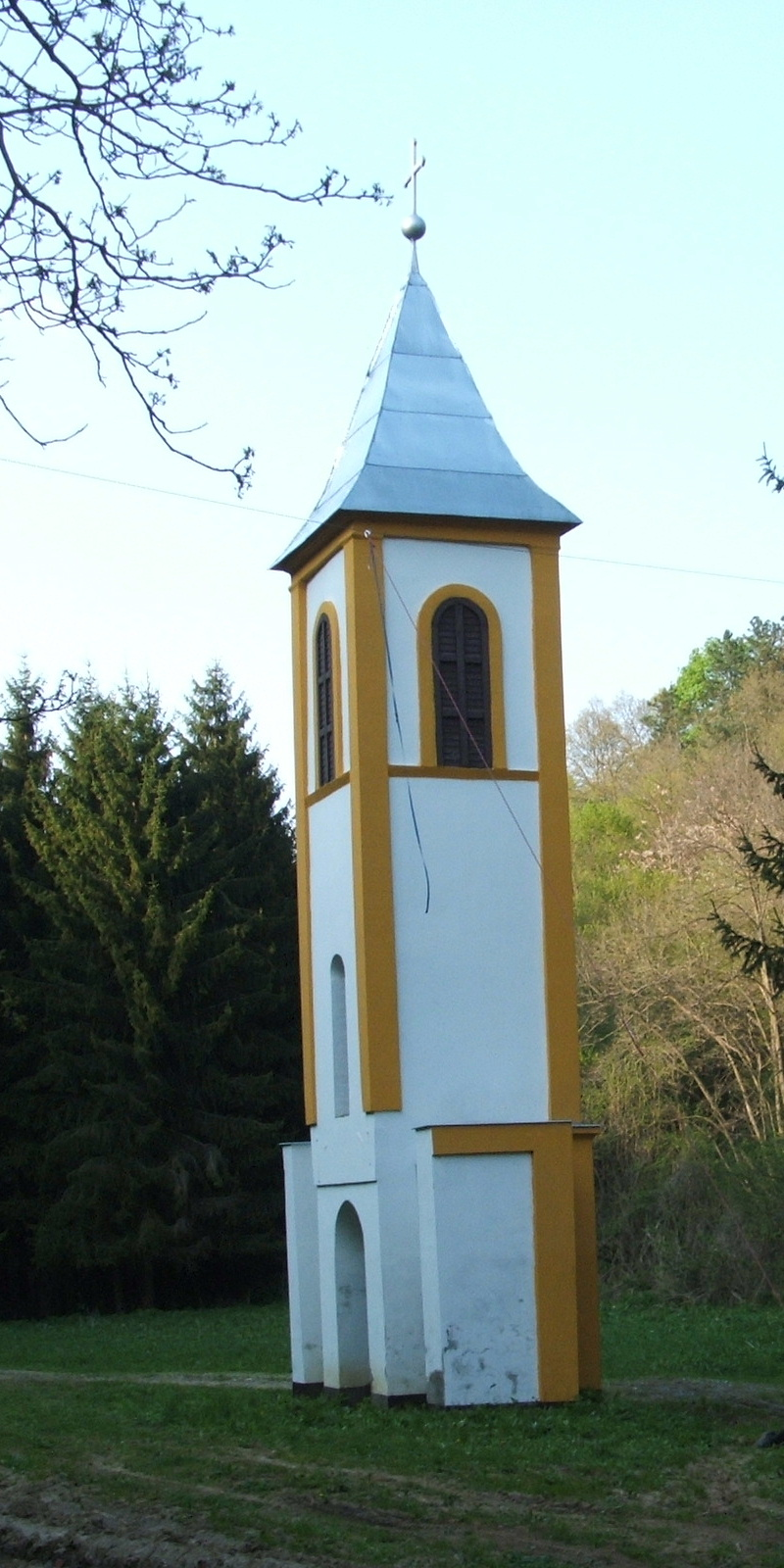
Üveghutai kápolna a falutól 2,5 km-re délre
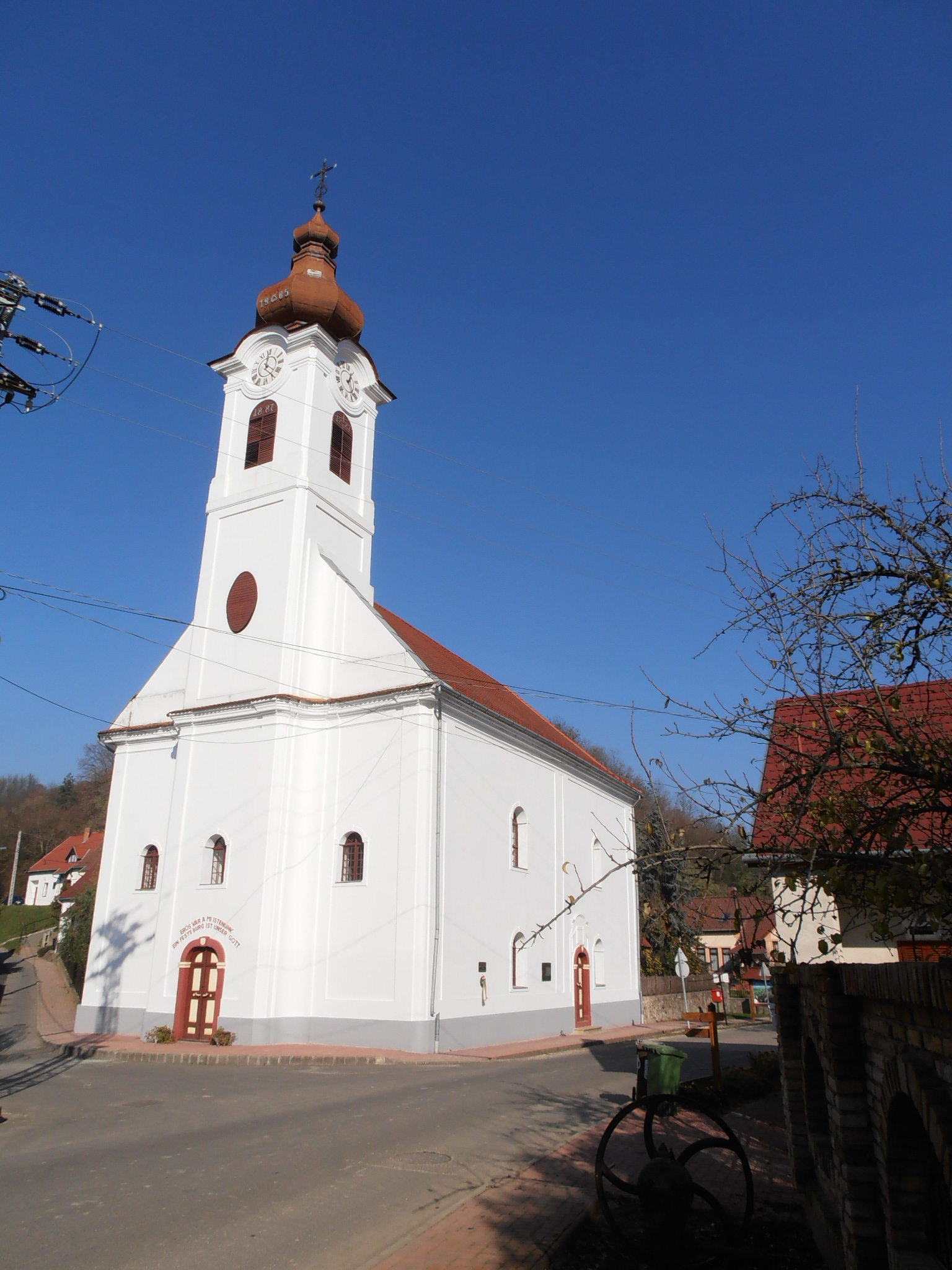
Evangélikus templom
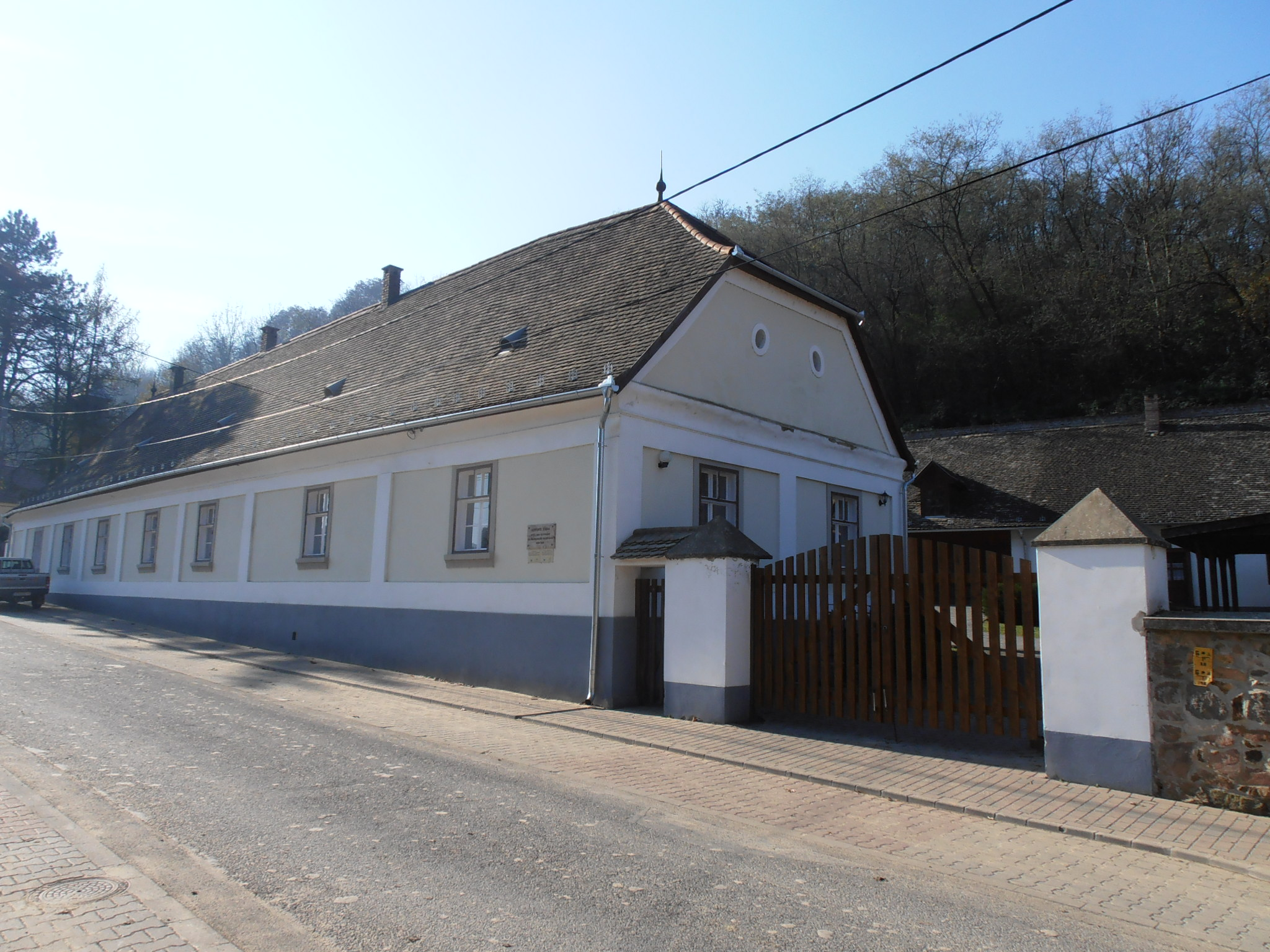
Apponyi-kúria